# Радеберг
Радеберг (нем. Radeberg) — город в Германии, в земле Саксония. Подчинён административному округу Дрезден. Входит в состав района Баутцен.  Население составляет 18320 человек (на 31 декабря 2010 года). Занимает площадь 30,00 км². Официальный код  —  14 2 92 445.
Город подразделяется на 5 городских районов.

## Промышленность
В городе имеются предприятия стекольной промышленности, машиностроения, производства мебели и бумаги. Здесь производится известная марка светлого пива Radeberger, большая часть которого идет на экспорт .

## Уроженцы Радеберга
- Август Фридрих Эрнст Лангбейн (1757—1835) — немецкий поэт и писатель.
- Томас Шейбис (1968) — немецкий художник и скульптор.